# Chiputneticook Lakes
Chiputneticook Lakes är sjöar i Kanada.   De ligger i provinsen New Brunswick, i den sydöstra delen av landet, 600 km öster om huvudstaden Ottawa. Chiputneticook Lakes ligger 114 meter över havet. Arean är 2,2 kvadratkilometer. De ligger vid sjön Palfrey Lake. Den sträcker sig 4,4 kilometer i nord-sydlig riktning, och 2,1 kilometer i öst-västlig riktning.
I omgivningarna runt Chiputneticook Lakes växer i huvudsak blandskog. Trakten runt Chiputneticook Lakes är nära nog obefolkad, med mindre än två invånare per kvadratkilometer.